# Kalifornie
Kalifornie (anglicky California  [ˌkælᵻˈfɔːrnjə]IPA, oficiálně State of California) je stát nacházející se na západním pobřeží Spojených států amerických, v oblasti pacifických států v západním regionu USA. Kalifornie hraničí na severu s Oregonem, na východě s Nevadou, na jihovýchodě s Arizonou a na jihu s mexickým státem Baja California. Západní ohraničení státu tvoří Tichý oceán.
Se svou rozlohou 423 970 km² je Kalifornie třetím největším státem USA, v počtu obyvatel (téměř 39 milionů) je nejlidnatějším státem Unie a s hodnotou hustoty zalidnění 97 obyvatel na km² je na 11. místě. Počet obyvatel však v posledních letech mírně klesá. Hlavním městem je Sacramento se 490 tisíci obyvatel. Největšími městy jsou Los Angeles s 4,0 miliony obyvatel, dále San Diego (1,4 milionu obyv.), San José (1,0 milionu obyv.), San Francisco (860 tisíc obyv.) a Fresno (520 tisíc obyv.). Kalifornii patří 1352 km pobřeží Tichého oceánu. Nejvyšším bodem státu je vrchol Mount Whitney s nadmořskou výškou 4421 m v pohoří Sierra Nevada, jenž je nejvyšší horou kontinentálních Spojených států. Pánev Badwater Basin v Údolí smrti s nadmořskou výškou −85 m je naopak nejníže položeným místem USA. Největšími toky jsou řeky Colorado, jež tvoří hranici s Arizonou, a San Joaquin.
Kalifornské pobřeží bylo Evropany poprvé prozkoumáno v roce 1542, pozemní španělské expedice posléze probíhaly během 16. a 17. století. Region byl pojmenován zřejmě podle mytické země z tehdy populárního španělského románu. Název se původně vztahoval ke Kalifornskému poloostrovu, ale později se rozšířil i na severnější oblast. Území bylo součástí místokrálovství Nové Španělsko, na konci 18. století zde vznikaly první křesťanské misie. Moderní Kalifornie byla součástí Horní Kalifornie, která se v roce 1821 stala částí nezávislého Mexika a kterou na základě výsledku mexicko-americké války získaly v roce 1848 Spojené státy. Téhož roku zde vypukla zlatá horečka a díky nárůstu počtu obyvatel se Kalifornie 9. září 1850 stala 31. státem USA.
Kalifornie patří k nejbohatším a ekonomicky nejaktivnějším státům USA. Průmyslově je nejdůležitější oblastí Los Angeles s okolím a také Silicon Valley, centrum elektronického průmyslu. Losangeleská čtvrť Hollywood je centrem amerického filmového průmyslu. Podnebí je suché a horké, vyskytují se častá zemětřesení – k nejsilnějším došlo v San Franciscu roku 1906 a znovu roku 1989 a v roce 1933 v Long Beach.

## Historie

V první polovině 19. století byla dnešní Kalifornie součástí Mexika

Po vyhnání nepočetných indiánských kmenů se území Kalifornie stalo severní výspou španělské říše na severoamerickém kontinentu. Kalifornie spadala pod místokrálovství Nové Španělsko. Z této kolonie vzniklo roku 1821 Mexiko (Spojené státy mexické) a jedním z jeho teritorií byla i Alta California. V letech 1846–1848 proběhla mexicko-americká válka, po níž bylo území historické Kalifornie rozděleno mezi oba státy. Severní (americká) část byla roku 1850 rozdělena mezi státy Kalifornii a teritoria Nové Mexiko a Utah, zatímco jižní (mexická) část tvořila až do roku 1930 jeden celek, který byl téhož roku rozdělen na dvě teritoria, později přeměněná v mexické státy.
V roce 2007 Kalifornii postihly ničivé požáry, které vyhnaly z domovů mnoho lidí včetně hollywoodských hvězd. K 26. říjnu si vyžádaly 12 obětí.

## Symboly

### Vlajka
Kalifornská vlajka, nazývaná Bear Flag (česky Medvědí vlajka), je tvořena bílým listem o poměru stran 2:3, v jehož středu je medvěd grizzly jdoucí směrem k žerdi po zeleném pažitu. Pod ním je černý nápis „CALIFORNIA REPUBLIC“ (česky Republika Kalifornie). V dolní části vlajky je vodorovný červený pruh (o šířce 1/6 šířky vlajky) a v žerďovém horním rohu je červená pěticípá hvězda.

### Další symboly
Mottem státu je „Eureka“, květinou sluncovka kalifornská, stromem sekvoj vždyzelená, ptákem křepel kalifornský a písní I Love You, California.

## Geografie

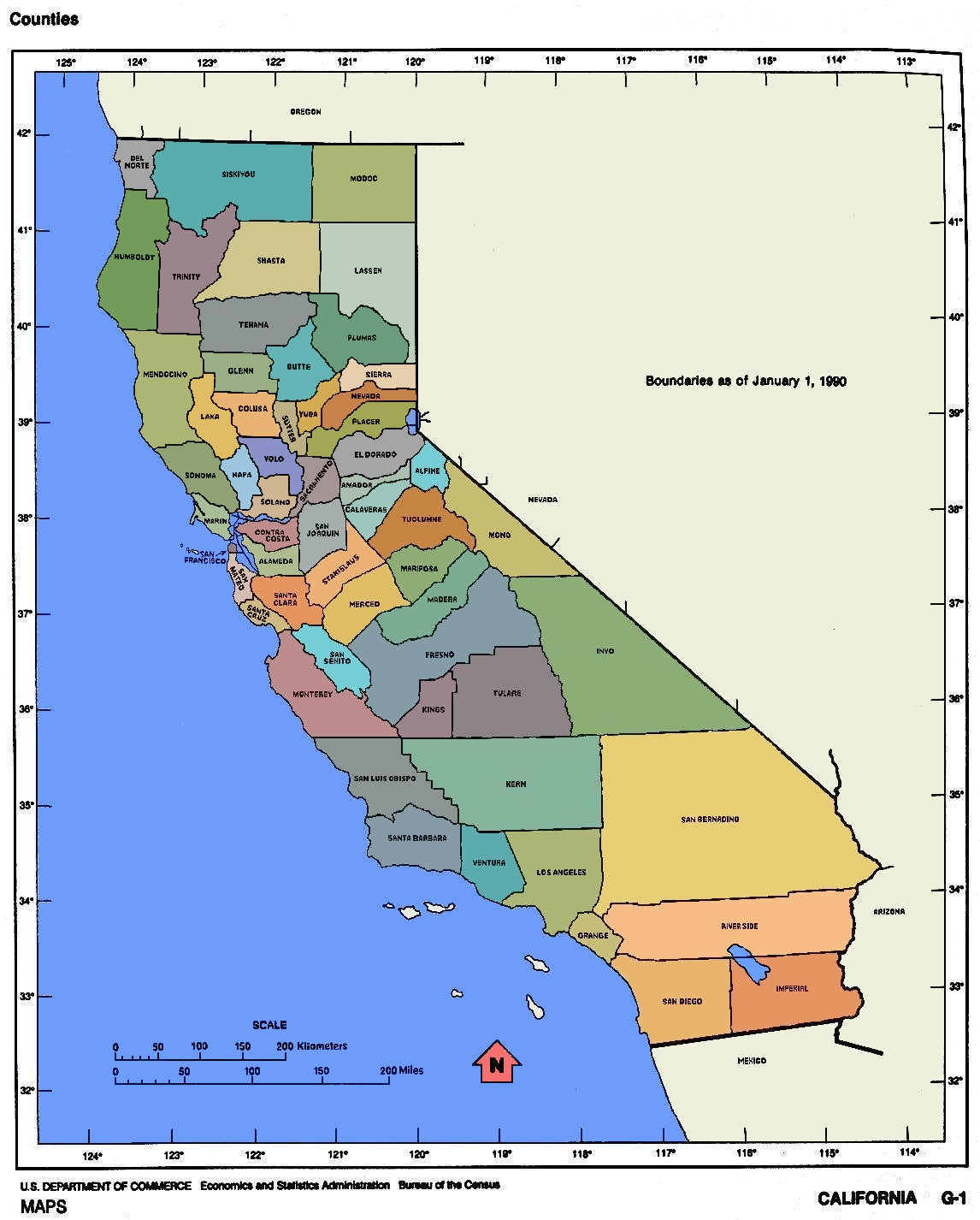
Mapa okresů Kalifornie

Západní část Kalifornie omývá Tichý oceán, na severu sousedí se státem Oregon. Východní hranici má společnou s Nevadou a na jihovýchodě leží Arizona. Na jihu sousedí s Mexikem. Co do rozlohy se jedná o třetí největší stát USA.
Kalifornie má úrodné Centrální údolí, kde se díky výraznému zavlažování daří zemědělství. V převážně hornaté východní části státu se rozkládá pohoří Sierra Nevada s nejvyšší horou souvislých Spojených států Mount Whitney (4421 m) a horké suché pouště. V pohoří Sierra Nevada se nachází Yosemitský národní park a hluboké sladkovodní jezero Tahoe. Na jihu leží velké slané jezero Salton Sea a Mohavská poušť. V severovýchodní části této pouště leží Údolí smrti, kde se nachází nejníže ležící bod (Badwater, 85 m pod úrovní hladiny oceánu) a zároveň nejteplejší místo v Severní Americe.
Kalifornie je i známá výskytem častých a velice intenzivních zemětřesení, které souvisí se zlomem San Andreas, jenž probíhá po celé délce státu. Známé je zemětřesení, které v roce 1906 postihlo San Francisco.
Většina velkých měst je soustředěna u pacifického pobřeží, kde panuje středomořské podnebí.
- průměrná nadmořská výška je 884 m,
- šířka státu je 403 km,
- délka státu je 1240 km.

## 10 největších měst
- Los Angeles
- San Diego
- San José
- San Francisco
- Fresno
- Sacramento
- Long Beach
- Oakland
- Bakersfield
- Anaheim

## Ekonomika
Kalifornie je stát s nejvyšším HDP v USA. Tvoří celých 14 % ekonomiky Unie. HDP Kalifornie činí 1,4 bilionu dolarů. Po Japonsku, Číně, Německu a Velké Británii to je největší HDP na světě. Roční příjem na obyvatele je 47 000 dolarů (tj. 3 916 dolarů měsíčně). To je o 1/3 víc než celostátní průměr.
Průmysl je třikrát větší než zemědělství. Kalifornie je největším centrem počítačového průmyslu na světě, který je soustředěn v Silicon Valley. V Kalifornii se vyrábí nejvíce filmů na světě (kromě indického Bollywoodu). Filmový průmysl je soustředěn ve městě Los Angeles, ve čtvrti Hollywood. Průměrný rozpočet filmu je 100 milionů dolarů.[zdroj⁠?!]
Nezaměstnanost v Kalifornii za posledních 20 let rapidně klesla a v roce 2006 byla 4,9 %. Ač je ekonomika Kalifornie velmi rozvinutá, je zde mnoho lidí žijících na hranici chudoby a je zde mnoho bezdomovců, i přesto, že volných pracovních míst je mnoho. Zejména v okolí velkých měst, jako je Los Angeles. Ve větší míře jde o přistěhovalce z chudšího Mexika a latinské Ameriky, kteří se jen velmi těžko uplatňují na trhu práce. To je způsobeno nejen rasovou diskriminací, ale i negramotností a složitou integrací těchto menšin do společnosti.
- Hlavní zemědělské produkty: ovoce, zelenina, chov dobytka, mléko a mléčné výrobky, vinařství.
- Hlavní průmyslová odvětví: počítačový průmysl, filmový průmysl, letecký průmysl, těžba a zpracování nerostných surovin, zpracování potravin, chemický průmysl, textilní průmysl, strojní výroba, výroba elektrických strojů, cestovní ruch.

## Energetika

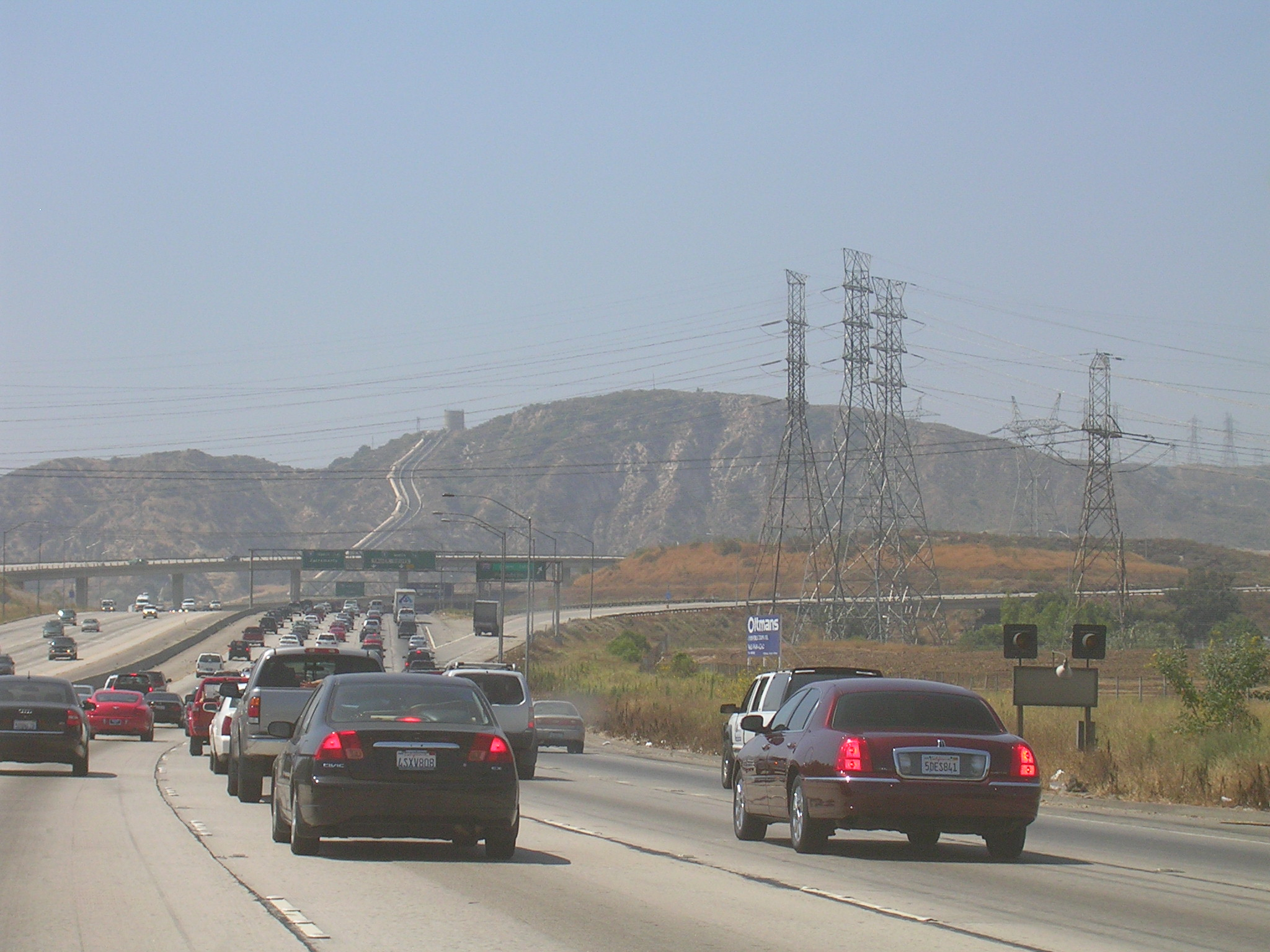
Přenosová soustava v Kalifornii

Kalifornie má relativně k ostatním státům velkou spotřebu energie (28–30 GW v zimě a asi polovinu v létě), ale její elektrárny mají kapacitu přibližně 45 GW.
V roce 1996 připravoval guvernér Pete Wilson legislativu umožňující deregulaci trhu s energií v tomto státě, který se opíral o principy volného trhu. Energetický gigant Enron v roce 1999 akvizicí získal firmu PGE a tím i přístup ke kalifornskému deregulovanému trhu. V létě 2000 Kalifornie zažila rozsáhlé opakované výpadky proudu. Kolem roku 2003 přešla ze státu do soukromých rukou řada elektráren. Cena energie v Kalifornii se od začátku století zněkolikanásobila.

## Demografie

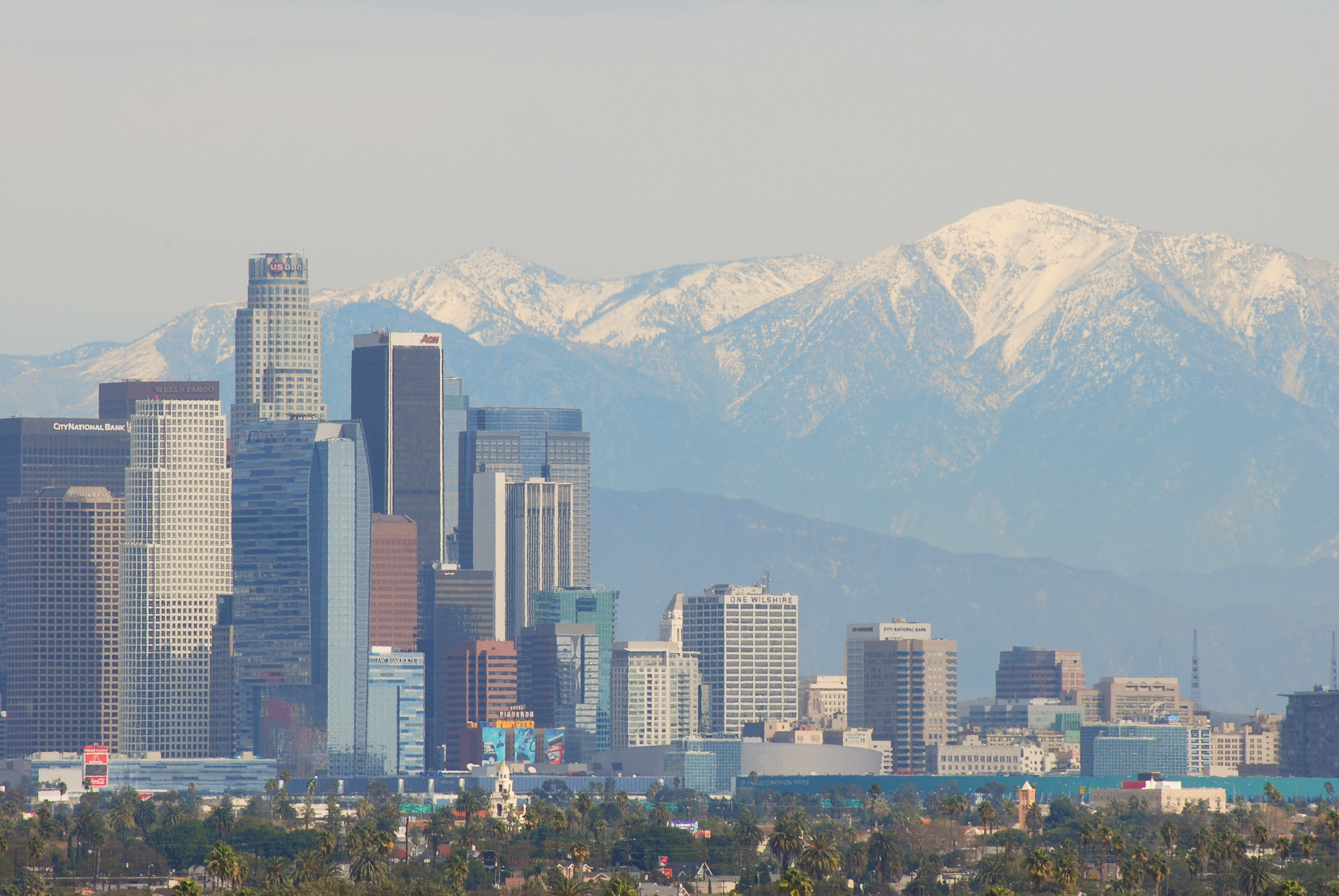
Metropolitní oblast Los Angeles má přes 12 milionů obyvatel

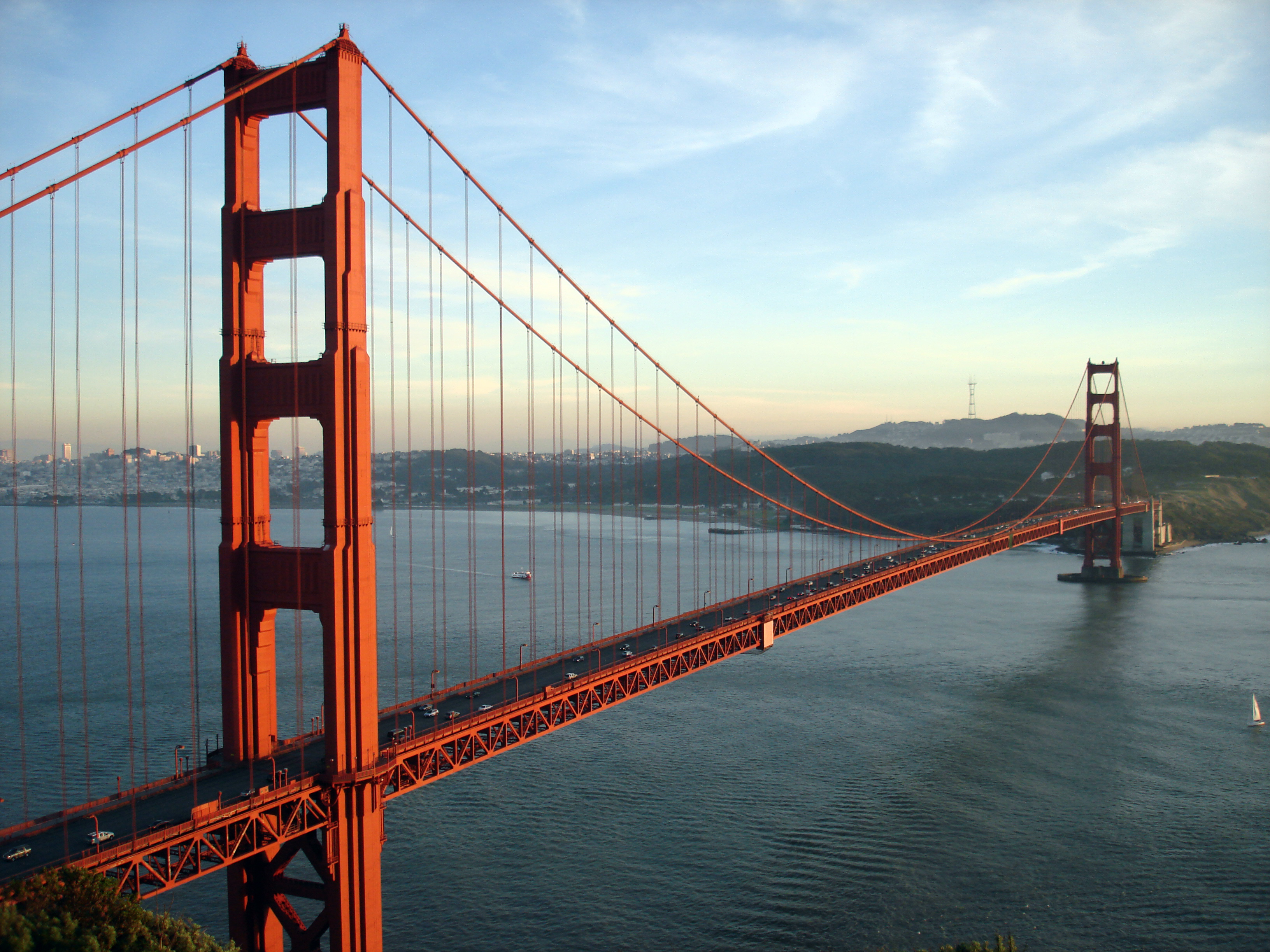
Golden Gate Bridge v San Francisku

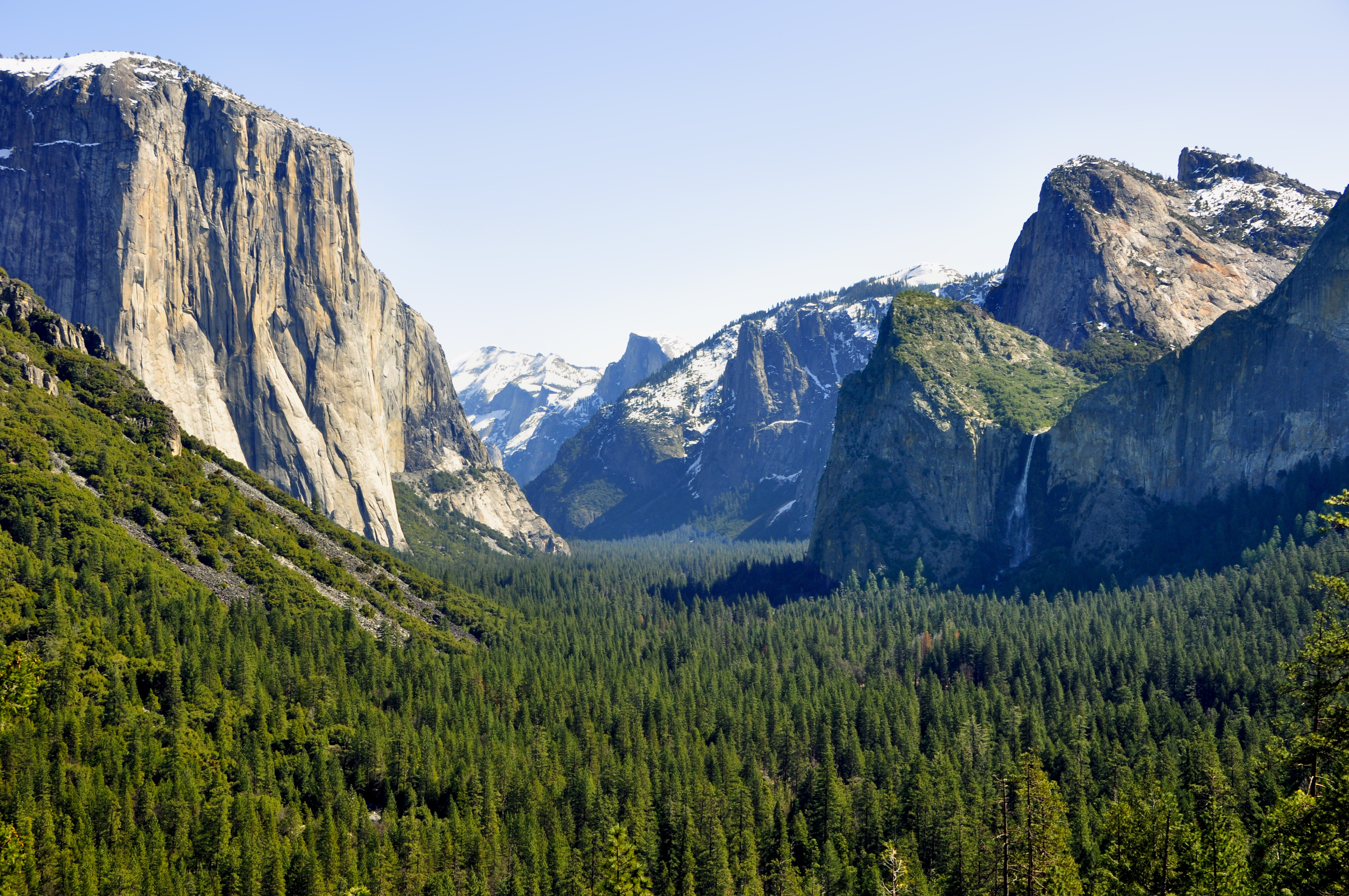
Vodopády v Yosemitském národním parku

Kalifornie je nejlidnatějším státem USA. Podle sčítání lidu z roku 2010 zde žilo 37 253 956 obyvatel, v roce 2014 to již bylo přibližně 38 340 000 obyvatel. Je to také nejvíc urbanizovaný stát USA, ve městech v roce 2010 žilo 95 % obyvatel Kalifornie. Hustota zalidnění je 95 obyvatel na čtvereční kilometr.
Nejpočetnější skupinou obyvatel jsou Hispánci, následovaní bělochy, Asiaty a černochy. Kalifornie prošla v průběhu posledních padesáti let významnou demografickou proměnou. Zatímco v roce 1960 tvořili asi 90 % obyvatel nehispánští běloši, dnes je to pouhých 38,8 % (k roku 2014) a kvůli nízké porodnosti jen 26 % všech novorozenců (k roku 2008).
V roce 2014 se stali nejpočetnější skupinou obyvatel Hispánci. Hlavním důvodem je jednak jejich vysoká porodnost, jednak imigrace z Mexika a latinské Ameriky. Nejrozšířenější náboženství je římskokatolické.
Významná sídla:
- hlavní město: Sacramento (502 743 (2007) obyvatel),
- největší město: Los Angeles (3 694 820 obyvatel),
- další významná města: San Diego (1 223 400), San José (925 000), San Francisco (776 773), Fresno (427 652), Oakland (399 484), Santa Ana (337 977).

### Rasové složení
- 57,5 % Bílí Američané (nehispánští běloši 40,1 % + běloši hispánského původu 17,4 %)
- 6,2 % Afroameričané
- 1,0 % Američtí indiáni
- 13,0 % Asijští Američané
- 0,4 % Pacifičtí ostrované
- 17,0 % Jiná rasa
- 4,9 % Dvě nebo více ras

Obyvatelé hispánského nebo latinskoamerického původu, bez ohledu na rasu, tvořili 37,6 % populace.